# Mitsunari Kanai
Mitsunari Kanai (1938-2004),  fue un artista marcial japonés, maestro específicamente en las  artes marciales Aikidō y el Iaido.

## Biografía
Kanai Sensei fue uno del último grupo de estudiantes del fundador del aikido, Morihei Ueshiba, entró en el Hombu Dojo en 1958 como un estudiante interno o uchi-deshi. Se mudó a los Estados Unidos en 1966 como un 4.º dan y posteriormente fundó el New England Aikikai, actualmente ubicado en la Porter Square de Cambridge, Massachusetts. Kanai fue instrumental en el desarrollo temprano de aikido en Estados Unidos y Canadá, y enseñó seminarios ampliamente en todo Estados Unidos, Canadá y Europa. Fue uno de los fundadores y director técnico, tanto de la Estados Unidos Aikido Federación (USAF) y la CAF.
Kanai Sensei fue experto en iaido y posteriormente enseñó este arte a sus estudiantes de último año, muchos de los cuales tienen actualmente rango dan tanto en aikido e iaido. Él, también fue muy respetado por sus habilidades para trabajar los metales y tener un profundo conocimiento histórico de la espada japonesa, la katana, sirvió algunas veces como asesor especialista para la Colección de Asia Oriental en el Museo de Bellas Artes de Boston.
Algunos de sus estudiantes mayores siguen operando New England Aikikai, mientras que otros se han dispersado, abrieron nuevos dojos de aikido a través de Nueva Inglaterra, sobre todo Portland (Maine), y tan lejos como en Toronto, Canadá. Sus estudiantes también dirigen clubes de aikido e iaido en diversas partes del mundo, como en Canadá y en Venezuela.

## Sus inicios
Desde muy temprana edad, Kanai Sensei se interesó por las artes marciales. Chiba Sensei recuerda que cuando niños, se encontraron con un libro de judo y salían al campo para probar las técnicas en sí. Como un joven, Kanai Sensei comenzó a practicar de manera más formal, con el tiempo de unirse al club de judo Rokugo en Tokio, pero cada vez más, sintió que algo faltaba en el judo.
Después de asistir al Omori High School, Kanai Sensei fue a trabajar para una compañía de máquina de escribir. Continuó tomando cursos en la escuela nocturna, estudiando tanto en alemán - gracias a su interés por la filosofía - y las formas más antiguas de escrituras del Japón, con el fin de ser capaz de leer documentos históricos sobre las artes marciales. En algún momento, en su apretada agenda empezó a reflexionar sobre lo que realmente quería hacer con su vida. Su elección fue el Budo,  o el camino marcial tradicional japonés.
Él ya sabía de aikido alrededor de 1950. Cuando tenía unos 10 años de edad, Kanai Sensei había ido al parque de atracciones Tamagawa en Tokio, donde era posible ver la televisión. Allí vio una demostración televisada de Aikido de O-Sensei que se pegó en su mente; la persona que está siendo lanzada era Nobuyoshi Tamura Sensei, parecía tan ligero como una mariposa. Más tarde, cuando Kanai Sensei tenía cerca de 17 años de edad, se encontró con un libro que causó una profunda impresión en él: Aikido Doshu Kisshomaru Ueshiba. Encontró que este libro es una obra maestra. Varios de sus compañeros y los adultos mayores de judo ya estaban estudiando con la familia Ueshiba. Cuando llegó el momento de que Kanai Sensei decidió seguir a las artes marciales como una profesión, él tomó la decisión crucial estudiar Aikido.
Kanai Sensei dejó su trabajo, hizo las maletas y se presentó en el Hombu Dojo para convertirse en un uchi deshi, o aprendiz. En ese momento, la familia Ueshiba no podía soportar otro uchi deshi, y se le dijo que volviera a casa. Él aceptó la decisión, pero persistió en su intención; él comenzó a ir al dojo cada mañana para empezar a limpiar los edificios antes que los otros estudiantes. Después de que el dinero para el billete de tren se agotó, iba al dojo a pie. Finalmente, fue aceptado formalmente como aprendiz. Estudió con O-Sensei cerca de ocho años, primero como estudiante interno, y más tarde en el dojo para las clases y al mismo tiempo enseñaba aikido en otros lugares.
En 1965, un grupo de estudiantes de artes marciales en Boston escribió a Hombu Dojo pidiendo un maestro. Kanai Sensei fue enviado a enseñar a un grupo que se había llegado hasta los sesenta estudiantes; de hecho, solo había seis. Los primeros años fueron difíciles, tanto financiera como culturalmente. En aquellos días, el Hombu Dojo no dio apoyo financiero a los instructores que habían sido enviados al extranjero, y al principio, los estudiantes de Kanai Sensei no le pagaban honorarios. Casi nadie en Boston sabía lo que era el Aikido. Sin mucho dominio del inglés, Kanai Sensei tuvo muy difícil convencer a la primera generación de estudiantes que el Aikido realmente funciona, en su mayoría hombres mucho más grandes que él,. Se rumoraba que el ya estaba agotándose en enseñar.
Kanai Sensei apostó todo en el intento de establecer una escuela de Aikido en Boston bajo sus propios términos. Aunque durante un tiempo, vivió en un almacén y sobrevivió en gran medida comiendo solo patatas, rechazó las ofertas para dar clases en otras escuelas establecidas de otras artes marciales, ofertas que incluyen alojamiento y salario. En su propio dojo, él fijó altos estándares, concediendo solo nueve cinturones negros durante los primeros 11 años que estuvo en Boston.
Finalmente, los estudiantes comenzaron a llegar. Durante los siguientes 38 años, entrenó cerca de seis mil alumnos en su dojo, New England Aikikai, que ahora se encuentra en Cambridge, Massachusetts. Miles más fueron capacitados con él en Japón, y en los seminarios y en los campos en los Estados Unidos, Canadá, América Central y del Sur, y varios países europeos. Bajo su dirección, New England Aikikai comenzó a principios de los años 70 para albergar un campamento de verano de una semana de duración con la instrucción por las Shihans USAF, así como instructores invitados de Hombu Dojo. En los últimos años, Kanai Sensei completó el manuscrito de un libro sobre Aikido, así como un video, Aikido técnica, basada en el manuscrito.
La práctica de Aikido de Kanai Sensei incluía un estudio serio de los sables japoneses o katana. Su interés por la espada fue fomentado por el contacto con los maestros de Iaido y Kendo que visitaron O-Sensei en el Hombu Dojo, y eran héroes para los jóvenes uchi deshi; los admiraba como verdadero samuráis. Kanai Sensei comenzó a estudiar Iaido en 1960, haciendo tiempo para practicar después de sus deberes diarios como uchi deshi se completaron; también estudió los registros antiguos de las diferentes tradiciones de la familia de la que se originó Iaido. Con los años, Kanai Sensei recogió muchos ejemplos del arte del forjado de espadas, de las hojas y la tsuba. Reconocido como un experto, fue consultado por el Museo de Boston de Bellas Artes. Kanai Sensei tenía una oficina y el taller detrás de la kamiza en New England Aikikai; antes y después de la clase, los estudiantes a menudo oían el martilleo y el raspado de metal, como el maleo y pulido en los cuchillos y la tsuba. Él llamó a este lugar Tekko-an, el retiro o la ermita de hierro experimentado. Cuando un estudiante le preguntó una vez a Kanai Sensei por qué se enamoró de la espada, respondió que solo el hierro de una buena espada siempre dice la verdad. A finales de los años 70, comenzó a enseñar Iaido a un pequeño grupo de estudiantes, y con el tiempo empezó a dar seminarios regulares, incluidos tanto como el Aikido y Iaido en unos pocos dojos, incluidas los de Montreal y Toronto.
Kanai Sensei era un padre devoto, quien en los últimos años a menudo tuvo un primer profesor que enseñaba en una de sus clases entre semana para que él pudiera quedarse en casa con su hijo e hija. Le dijo a los estudiantes que tenían padres ancianos que cuidar de ellos era más importante que la práctica continua, y después de que él tenía sus propios hijos, a veces regañaba a otros estudiantes para que se establecieran y formaran una familia para que no se pierda algo tan importante. En su tiempo libre, Kanai Sensei era un pescador dedicado. Le encantaba el océano y llegó a preferir la lanza de pesca que el anzuelo y línea, ya que proporcionaba un enfrentamiento más directo con el pescado. También fue un calígrafo impecable.
Kanai Sensei fue uno de los artistas marciales más extraños fuera de Japón que salieron de un entorno tradicional de las artes marciales y practicaron su arte de la manera tradicional: haciendo hincapié en su pureza técnica y filosófica, con poca preocupación por sus aspectos comerciales. El Aikido era su mundo. Dentro de ese mundo, se encontró con sus colegas, amigos fieles, una multitud de estudiantes agradecidos, y su esposa, Sharon Henn, quien le sobrevive junto a sus dos hijos, Yuki y Misha, y su hermana mayor, Mitsuko Ohashi.

## Deceso
El Shihan Kanai, murió un 28 de marzo de 2004 de un infarto al corazón mientras dictaba un seminario de aikido en Canadá

## Legado
El compromiso inquebrantable de Kanai Sensei con el arte del Aikido era tal, que nunca dejó de reflexionar y refinar su práctica. Sus demostraciones dinámicas e innovadoras inspiraron a muchos practicantes, y continuaron dejando boquiabiertos a otros estudiantes. Sin embargo, mientras buscaba sin descanso la técnica más verdadera y más fuerte, él siempre fue muy amable y paciente con los principiantes.